# Dipartimento di M'Bengué
Il dipartimento di M'Bengué è un dipartimento della Costa d'Avorio situato nella regione di Poro, distretto di Savanes.
La popolazione censita nel 2014 era pari a 87.811 abitanti.
Il dipartimento è suddiviso nelle sottoprefetture di Bougou, Katiali, Katogo e M'Bengué.